# Doragnathus
Doragnathus — це вимерлий рід стеблових тетраподоморфів з раннього карбону в Шотландії.